# Dicronocephalus uenoi
Dicronocephalus uenoi är en skalbaggsart som beskrevs av Yoshihiko Kurosawa 1968. Dicronocephalus uenoi ingår i släktet Dicronocephalus och familjen Cetoniidae. Utöver nominatformen finns också underarten D. u. katoi.